# Acab
Acab (in ebraico אחאב, nei Settanta Ἀχαάβ, in latino Achab; fl. IX secolo a.C.) è stato uno dei sovrani del regno d'Israele, che regnò dall'875 all'852 a.C. È conosciuto anche come Achab, Ahab o Acabbo.

## Biografia

### Racconto biblico
Nella Bibbia le vicende del re Acab sono raccontate nel primo dei Libri dei Re (dal capitolo 16 al 22). Secondo la narrazione biblica, su influenza e pressione di sua moglie Gezabele che era di stirpe cananea, abbandonò la fede nel Dio di Israele e si convertì al culto del dio Baal, già adorato nella terra di provenienza della regina, la Fenicia. Osteggiò quindi nel suo regno i fedeli del Dio di Israele e favorì in tutti i modi il culto cananeo. Per questo perseguitò crudelmente i profeti del Dio di Israele, in particolare Elia. La sua crudeltà si manifestò in particolare nell'episodio riguardante Nabot, proprietario di terre e vigne presso i suoi diretti possedimenti, per usurpare i quali non esitò ad orchestrare una cospirazione per farlo uccidere. Egli ricorse al Dio ebraico Yahweh solamente quando si trovò in grave pericolo durante l'assedio della città di Samaria da parte di Benadad re di Siria. Acab morì in combattimento, colpito da una freccia, e i cani leccarono il sangue delle sue ferite come aveva preannunciato il profeta Elia.

### Realtà storica
Per quanto ricavato al di fuori del racconto biblico, sul quale del resto non vi sono elementi né per una conferma né per una smentita, Acab fu sicuramente uno dei re con più doti militari: prova evidente ne fu la Battaglia di Qarqar dell'853 a.C., quando, a capo dell'esercito d'Israele (formato da 12 tribù), riuscì a fermare i potentissimi Assiri e a frenare la loro espansione verso il Mediterraneo. Per circa un secolo e mezzo gli Assiri non tenteranno più di ripetere l'impresa.

## Influenze letterarie
- Herman Melville, nel suo celebre romanzo Moby Dick, dà il nome Achab (orig. Ahab), con evidente allusione biblica, al terribile capitano della baleniera e che ha il suo destino collegato alla caccia della balena bianca.
- Le vicende del profeta Elia e del regno d'Israele durante il regno di Acab costituiscono la trama di Monte Cinque, romanzo di Paulo Coelho del 1996.
- Nell'opera incompiuta Una tragedia fiorentina di Oscar Wilde la vicenda di Acab viene citata dal protagonista Simone, per riassumere l'invidia della città di Firenze verso il principe Guido.